# The Contract (film 2024)
The Contract è un film italiano del 2024 diretto da Massimo Paolucci. Il lungometraggio sancisce il debutto in ambito internazionale come sceneggiatrice di Éva Henger e il ritorno sulle scene di Kevin Spacey nel ruolo da protagonista.

## Trama
Disperato per la storia che gli salverà la carriera, il giornalista Giuseppe Ferente si tuffa in un'indagine sul Diavolo in persona. Quella che inizia come una sensazionale denuncia sul prezzo del successo si dipana in una pericolosa discesa che porterà alla luce una verità terrificante: alcuni contratti non possono essere rescissi.

## Produzione
Le riprese sono iniziate nel dicembre 2023 e sono terminate nel marzo 2024; luoghi in cui il film è stato girato sono Roma, Tivoli e Frascati.

## Promozione
Il primo trailer è stato diffuso il 24 ottobre 2024, con anteprima agli Studi di Cinecittà.

## Anteprima
Il film è stato portato nel mese di novembre 2024 al 45º Cairo International Film Festival (dove l'anteprima si è avuta il 14 novembre tra gli "special screening") e nel mese di dicembre al 4º COLiseum International Film FEstival.

## Riconoscimenti
Il 24 ottobre 2024, giorno della presentazione del trailer, presso gli Studi di Cinecittà, vengono dati i riconoscimenti, dalla regione Lazio, ad:
- Éva Henger: premio alla creatività con motivazione: «onore per l'innovazione e l'originalità nella sceneggiatura cinematografica del film.»
- Kevin Spacey: premio alla carriera per il contributo straordinario all'arte della recitazione.
- Massimiliano Caroletti: premio alla visione produttiva per il suo impegno alla realizzazione di film di impatto.

Il 14 novembre, durante la 45ª edizione del Cairo International Film Festival, Massimiliano Caroletti viene premiato con il "Golden Pyramid" come "Best Producer".
Il 21 dicembre, durante la 4ª edizione del COLiseum International Film FEstival, nella categoria Italian Feature Films, ritirano i premi Massimiliano Caroletti come "Miglior produzione" e Jane Alexander come "Migliore attrice non protagonista".

## Versioni
Nella versione in lingua inglese gli attori vengono doppiati, tranne Kevin Spacey, Eric Roberts, Mercédesz Henger e Vincent Spano. Nella versione in lingua italiana Kevin Spacey è doppiato da Roberto Pedicini mentre Eric Roberts da Luca Ward.